# Deborah Chow
Deborah Chow (Toronto, 16 de junio de 1972) es una cineasta, directora de televisión y guionista canadiense. Dos de sus primeros cortometrajes, Daypass (2002) y The Hill (2004) han ganado premios en varios festivales internacionales de cine. Es más conocida por su primer largometraje, que escribió y dirigió, The High Cost of Living. Chow dirigió varios proyectos para televisión, incluida la adaptación cinematográfica para televisión de Flowers in the Attic y episodios de las series Copper, Murdoch Mysteries, Reign, Beauty & the Beast y Mr. Robot. Chow también dirigió la serie de Star Wars The Mandalorian y los 6 episodios de Obi-Wan Kenobi para Disney+.